# Nati nel 1969/Maggio
| Questa pagina contiene informazioni ricavate automaticamente dalle voci biografiche con l'ausilio del template Bio e di un bot. L'aggiornamento è periodico e automatico e ricostruisce completamente la pagina. Se manca una persona in questa lista, sei pregato di non aggiungerla, ma accertati piuttosto che la sua voce biografica contenga il template Bio e che i dati anagrafici siano correttamente compilati. Se il template Bio manca, inseriscilo tu stesso o, in alternativa, metti l'avviso {{tmp\|Bio}} che ne segnala la mancanza. Se i dati riportati sono sbagliati, correggi direttamente la voce biografica; le modifiche saranno visibili in questa lista entro pochi giorni. Per chiarimenti vedi il progetto biografie. La lista contiene solo le 326 persone che sono citate nell'enciclopedia e per le quali è stato implementato correttamente il template Bio. Pagina aggiornata al 2 ago 2025. |

- 1º maggio - Mehmet Altıparmak, allenatore di calcio e ex calciatore turco
- 1º maggio - Wes Anderson, regista, sceneggiatore e produttore cinematografico statunitense
- 1º maggio - Agnar Christensen, allenatore di calcio e ex calciatore norvegese
- 1º maggio - Attila Czanka, ex sollevatore rumeno
- 1º maggio - Dianne Kahura, ex rugbista a 15 neozelandese
- 1º maggio - Kurious Jorge, rapper statunitense
- 1º maggio - Giuseppe Marino, ex calciatore italiano
- 1º maggio - Mary Lou McDonald, politica irlandese
- 1º maggio - Frode Moen, ex combinatista nordico norvegese
- 1º maggio - Yasuyuki Moriyama, ex calciatore giapponese
- 1º maggio - Billy Owens, ex cestista statunitense
- 1º maggio - Jonny Searle, ex canottiere britannico
- 1º maggio - Giacomantonio Tufano, ex cestista italiano
- 1º maggio - Jack Waite, ex tennista statunitense
- 1º maggio - Shigeaki Yokota, giocatore di go giapponese
- 1º maggio - Marcelo Zarvos, pianista e compositore brasiliano
- 2 maggio - Stefano Ambrosini, giurista italiano
- 2 maggio - Benoît Cauet, allenatore di calcio, telecronista sportivo e ex calciatore francese
- 2 maggio - Sabrina Fiordelmondo, allenatrice di pattinaggio italiana
- 2 maggio - Pedro Gallardo, ex calciatore venezuelano
- 2 maggio - Brian Lara, crickettista trinidadiano
- 2 maggio - Carlos Moya, ex calciatore argentino
- 2 maggio - Pere Riba Cabana, pilota motociclistico spagnolo
- 2 maggio - Vladislav Ternavskij, allenatore di calcio e ex calciatore russo
- 3 maggio - Anton Flavel, atleta paralimpico australiano
- 3 maggio - Slavomír Kňazovický, ex canoista slovacco
- 3 maggio - Myrta Merlino, giornalista, conduttrice televisiva e autrice televisiva italiana
- 3 maggio - Silvio Rudman, allenatore di calcio e ex calciatore argentino
- 3 maggio - Jan Svoboda, ex cestista cecoslovacco
- 3 maggio - Antonella Viola, biologa e divulgatrice scientifica italiana
- 3 maggio - Chris Zoricich, ex calciatore neozelandese
- 4 maggio - Silvio Calcagno, ex bobbista italiano
- 4 maggio - Elena Dendeberova, ex nuotatrice sovietica
- 4 maggio - Tomasz Kulawik, allenatore di calcio e ex calciatore polacco
- 4 maggio - Vitalij Parachnevyč, ex calciatore ucraino
- 4 maggio - Prince Polley, ex calciatore ghanese
- 4 maggio - Mehdi Sepiddast, ex calciatore e ex giocatore di calcio a 5 iraniano
- 4 maggio - Zhuang Xiaoyan, ex judoka cinese
- 5 maggio - Johan Abma, ex calciatore olandese
- 5 maggio - Adrian Carmack, artista statunitense
- 5 maggio - Michelle Freeman, ex ostacolista e velocista giamaicana
- 5 maggio - Anderson Hunt, ex cestista statunitense
- 5 maggio - Sabrina Marinucci, attrice italiana
- 5 maggio - Sophie Moniotte, ex danzatrice su ghiaccio francese
- 5 maggio - Pieter Muller, ex rugbista a 15 e allenatore di rugby a 15 sudafricano
- 6 maggio - David Bernsley, ex cestista statunitense
- 6 maggio - Barbara Carfagna, giornalista e conduttrice televisiva italiana
- 6 maggio - Mickaël Conjungo, discobolo centrafricano
- 6 maggio - Vlad Filat, politico e giurista moldavo
- 6 maggio - Fu Bin, ex calciatore cinese
- 6 maggio - Michael Haas, ex sciatore alpino austriaco
- 6 maggio - Michelle Jaggard-Lai, ex tennista australiana
- 6 maggio - Manu Larcenet, fumettista francese
- 6 maggio - Jim Magilton, allenatore di calcio e ex calciatore nordirlandese
- 6 maggio - Oļegs Maļuhins, ex sciatore nordico lettone
- 6 maggio - Federico Manca, scacchista italiano († 2025)
- 6 maggio - Raffaele Martucci, militare italiano
- 7 maggio - Stamen Belčev, allenatore di calcio e ex calciatore bulgaro
- 7 maggio - Alexander Bottini, calciatore venezuelano († 2002)
- 7 maggio - Marie Bäumer, attrice tedesca
- 7 maggio - Loris Cecchini, artista italiano
- 7 maggio - Margherita Di Rauso, attrice italiana
- 7 maggio - Kitó Ferreira, allenatore di calcio a 5 portoghese
- 7 maggio - Katerina Maleeva, ex tennista bulgara
- 7 maggio - Cecilia Manzo, ex cestista messicana
- 7 maggio - José Manuel Moreno Periñán, ex pistard spagnolo
- 7 maggio - Jirō Satō, attore giapponese
- 7 maggio - Russell Short, atleta paralimpico australiano
- 7 maggio - Enrico Sognato, cantautore, compositore e chitarrista italiano
- 8 maggio - Mauro Berruto, allenatore di pallavolo e politico italiano
- 8 maggio - Carole Gist, modella statunitense
- 8 maggio - Kyoko Kuroda, ex calciatrice giapponese
- 8 maggio - Valentina Pisanty, semiologa e docente italiana
- 8 maggio - Akebono Tarō, lottatore di sumo, artista marziale misto e wrestler statunitense († 2024)
- 8 maggio - Bruno Thibout, ex ciclista su strada francese
- 8 maggio - John Timu, ex rugbista a 13, ex rugbista a 15 e imprenditore neozelandese
- 8 maggio - Hector Wright, ex calciatore giamaicano
- 9 maggio - David Bull, medico, conduttore televisivo e ex politico britannico
- 9 maggio - Joe Carnahan, regista, sceneggiatore e produttore televisivo statunitense
- 9 maggio - Marek Erhardt, attore, doppiatore e conduttore radiofonico tedesco
- 9 maggio - Ronny Gašperčić, ex calciatore belga
- 9 maggio - Hudson Leick, attrice e ex modella statunitense
- 9 maggio - Angela Lombardi, politica italiana
- 9 maggio - Hugo Maradona, calciatore e allenatore di calcio argentino († 2021)
- 9 maggio - Deniz Özerman, attrice turca
- 10 maggio - Dennis Bergkamp, dirigente sportivo, allenatore di calcio e ex calciatore olandese
- 10 maggio - Laura Casarotto, dirigente d'azienda italiana
- 10 maggio - Kim Jong-kun, ex calciatore sudcoreano
- 10 maggio - Tinos Lappas, ex calciatore svedese
- 10 maggio - Hilary Lindh, ex sciatrice alpina statunitense
- 10 maggio - Javier Margas, ex calciatore cileno
- 10 maggio - Judson Mills, attore statunitense
- 10 maggio - Jon Parry, ex giocatore di calcio a 5 statunitense
- 10 maggio - Sally Phillips, attrice britannica
- 10 maggio - Zoran Primorac, tennistavolista croato
- 10 maggio - Rebecca Root, attrice britannica
- 10 maggio - John Scalzi, scrittore e blogger statunitense
- 10 maggio - Andrea Sigona, musicista italiano
- 10 maggio - Bob Sinclar, disc jockey e produttore discografico francese
- 10 maggio - Lenny Venito, attore e doppiatore statunitense
- 11 maggio - James Barriscale, attore, regista e doppiatore britannico
- 11 maggio - Dmitrij Čeryšev, allenatore di calcio e ex calciatore russo
- 11 maggio - Margherita Corrado, politica italiana
- 11 maggio - Annie Pootoogook, artista canadese († 2016)
- 11 maggio - Fernando Terremoto, cantante spagnolo († 2010)
- 11 maggio - Simon Vroemen, ex siepista olandese
- 12 maggio - Bobby Allen, ex cestista canadese
- 12 maggio - Suzanne Clément, attrice canadese
- 12 maggio - Kim Fields, attrice statunitense
- 12 maggio - Béatrice Filliol, ex sciatrice alpina francese
- 12 maggio - Myke Gray, chitarrista britannico
- 12 maggio - Igor Kováč, ex ostacolista slovacco
- 12 maggio - Kazuhiro Murata, ex calciatore giapponese
- 12 maggio - Juan Antonio Rosa, ex cestista spagnolo
- 12 maggio - Enrico Sabena, compositore italiano
- 13 maggio - Elisabetta Bucciarelli, scrittrice italiana
- 13 maggio - Buckethead, chitarrista e polistrumentista statunitense
- 13 maggio - Óscar Cervantes, ex cestista spagnolo
- 13 maggio - Louis Ferrante, mafioso e scrittore statunitense
- 13 maggio - Christopher Gannon, ex calciatore britannico
- 13 maggio - Massimo Menghini, ex cestista italiano
- 13 maggio - Nikos Aliagas, giornalista, conduttore radiofonico e attore francese
- 13 maggio - Roberto Occhiuto, politico italiano
- 13 maggio - Annalisa Strada, scrittrice italiana
- 13 maggio - Dohzi-T, rapper giapponese
- 14 maggio - Stéphane Adam, ex calciatore francese
- 14 maggio - Cate Blanchett, attrice e produttrice cinematografica australiana
- 14 maggio - Gianluca Busato, politico italiano
- 14 maggio - Thierry Gouvenou, dirigente sportivo e ex ciclista su strada francese
- 14 maggio - Francis Kurkdjian, profumiere francese
- 14 maggio - Greg Kurstin, produttore discografico, musicista e compositore statunitense
- 14 maggio - Raffaella de Riso, giornalista e conduttrice televisiva italiana
- 14 maggio - Alexandra Ledermann, cavallerizza francese
- 14 maggio - Sōkratīs Maragkos, ex calciatore cipriota
- 14 maggio - Snežana Momirov, ex cestista jugoslava
- 14 maggio - Al'bert Nasibulin, ex sollevatore sovietico
- 14 maggio - Sabine Schmitz, pilota automobilistica e personaggio televisivo tedesca († 2021)
- 14 maggio - Shen Li, ex cestista cinese
- 14 maggio - Saverio Tenuta, fumettista e illustratore italiano († 2023)
- 15 maggio - Hassan Arsalani, ex calciatore e ex giocatore di calcio a 5 iraniano
- 15 maggio - Laurence Boone, economista francese
- 15 maggio - Alessandro Canale, ex altista italiano
- 15 maggio - Kirk DeMicco, regista, sceneggiatore e produttore cinematografico statunitense
- 15 maggio - Roberto Gammino, doppiatore, dialoghista e direttore del doppiaggio italiano
- 15 maggio - Nicola Martini, ex calciatore italiano
- 15 maggio - Holly McPeak, ex giocatrice di beach volley statunitense
- 15 maggio - Gleb Orlov, regista russo
- 15 maggio - Giorgio Schöttler, produttore televisivo e sceneggiatore italiano
- 15 maggio - Emmitt Smith, ex giocatore di football americano statunitense
- 15 maggio - Victor Varnado, attore e comico statunitense
- 16 maggio - Sergio Almaguer, allenatore di calcio e ex calciatore messicano
- 16 maggio - Tommaso Avati, sceneggiatore italiano
- 16 maggio - Ant Banks, rapper e produttore discografico statunitense
- 16 maggio - Henrik Berger, ex calciatore svedese
- 16 maggio - Yannick Bisson, attore canadese
- 16 maggio - David Boreanaz, attore e produttore televisivo statunitense
- 16 maggio - Ursula Buschhorn, attrice tedesca
- 16 maggio - Tucker Carlson, giornalista, personaggio televisivo e scrittore statunitense
- 16 maggio - Sylvia Gerasch, ex nuotatrice tedesca
- 16 maggio - Tracey Gold, attrice statunitense
- 16 maggio - Radovan Hromádko, ex calciatore ceco
- 16 maggio - Mark Jackson, ex ostacolista canadese
- 16 maggio - Kim Wan-sun, cantante sudcoreana
- 16 maggio - Marco Kurz, allenatore di calcio e ex calciatore tedesco
- 16 maggio - Gerri Lawlor, attrice e doppiatrice statunitense († 2019)
- 16 maggio - Steve Lewis, ex velocista statunitense
- 16 maggio - Massimiliano del Liechtenstein, principe e banchiere liechtensteinese
- 16 maggio - Daniele Manca, politico italiano
- 16 maggio - Ari-Pekka Nikkola, ex saltatore con gli sci finlandese
- 17 maggio - Ryan Anthony, trombettista statunitense († 2020)
- 17 maggio - Frances Callier, attrice statunitense
- 17 maggio - José Chamot, dirigente sportivo, allenatore di calcio e ex calciatore argentino
- 17 maggio - Tabatha Coffey, personaggio televisivo australiana
- 17 maggio - Kirstin Daly, ex cestista e allenatrice di pallacanestro neozelandese
- 17 maggio - Alan Doyle, cantante e attore canadese
- 17 maggio - Wolfgang Erharter, allenatore di sci alpino e ex sciatore alpino austriaco
- 17 maggio - Craig Erickson, ex giocatore di football americano statunitense
- 17 maggio - Keith Hill, allenatore di calcio e ex calciatore inglese
- 17 maggio - Maya Kidowaki, ex tennista giapponese
- 17 maggio - Joan Llaneras, ex pistard e ciclista su strada spagnolo
- 17 maggio - Attilio Pignotti, pilota motociclistico italiano
- 17 maggio - Roger Pramotton, ex sciatore alpino e sciatore freestyle italiano
- 17 maggio - Song Gyeong-won, ex cestista sudcoreana
- 17 maggio - Steve Young, politico e ex hockeista su ghiaccio canadese
- 18 maggio - Holly Aird, attrice britannica
- 18 maggio - Adrián Bíreš, ex sciatore alpino slovacco
- 18 maggio - Blendi Fevziu, giornalista, conduttore televisivo e scrittore albanese
- 18 maggio - Layne Flack, giocatore di poker statunitense († 2021)
- 18 maggio - Andrea Gilardi, pilota automobilistico italiano
- 18 maggio - Lee Gang-hui, ex cestista sudcoreana
- 18 maggio - Johnny León, ex calciatore ecuadoriano
- 18 maggio - Martika, cantante e attrice statunitense
- 18 maggio - Helena Noguerra, attrice e cantante belga
- 18 maggio - Delcy Rodríguez, politica e avvocato venezuelana
- 18 maggio - Andrea Tentoni, ex calciatore italiano
- 18 maggio - Barbara Weistroffer, ex cestista francese
- 18 maggio - Antônio Carlos Zago, allenatore di calcio e ex calciatore brasiliano
- 19 maggio - Davide Bianchi, ex cestista e allenatore di pallacanestro italiano
- 19 maggio - Tesfaye Dadi, ex maratoneta etiope
- 19 maggio - Danilo Del Cadia, ex cestista italiano
- 19 maggio - Richard Dumas, ex cestista statunitense
- 19 maggio - Alfonso Greco, allenatore di calcio e ex calciatore italiano
- 19 maggio - Federica Guidi, imprenditrice e politica italiana
- 19 maggio - Alessandro Naccarato, politico italiano
- 19 maggio - Pasquale Perna, ex pugile italiano
- 19 maggio - Teresa Ribera Rodríguez, giurista e politica spagnola
- 19 maggio - Claudio Todesco, giornalista italiano
- 19 maggio - Thomas Vinterberg, regista e sceneggiatore danese
- 19 maggio - David Wharton, ex nuotatore statunitense
- 20 maggio - Simone Bachini, produttore cinematografico italiano
- 20 maggio - Davide Bellini, ex pallavolista italiano
- 20 maggio - Francisco Cabello, dirigente sportivo e ex ciclista su strada spagnolo
- 20 maggio - Antonio Diogo, ex calciatore angolano
- 20 maggio - Laurent Dufaux, ex ciclista su strada svizzero
- 20 maggio - Gilles Hampartzoumian, ex calciatore francese
- 20 maggio - Road Dogg, ex wrestler statunitense
- 20 maggio - Alberto López Fernández, allenatore di calcio e ex calciatore spagnolo
- 20 maggio - Alberto Mancini, allenatore di tennis e ex tennista argentino
- 20 maggio - Davor Marcelić, ex cestista croato
- 20 maggio - Mark Walker, politico statunitense
- 20 maggio - Joey Waronker, batterista e produttore discografico statunitense
- 21 maggio - Pierluigi Brivio, allenatore di calcio e ex calciatore italiano
- 21 maggio - Linda Celani, attrice italiana
- 21 maggio - Georgij Gongadze, giornalista ucraino († 2000)
- 21 maggio - Todd Hays, ex bobbista e artista marziale misto statunitense
- 21 maggio - Bart Michiels, ex giocatore di calcio a 5 belga
- 21 maggio - Lee Nogan, ex calciatore gallese
- 21 maggio - Éric Ruf, attore, regista e scenografo francese
- 21 maggio - Brian Statham, allenatore di calcio e ex calciatore inglese
- 21 maggio - Allen Tankard, ex calciatore inglese
- 21 maggio - Amy Waldman, scrittrice e giornalista statunitense
- 22 maggio - Carlos Aguilera Martín, ex calciatore spagnolo
- 22 maggio - Carl Craig, tastierista, disc-jockey e produttore discografico statunitense
- 22 maggio - Arancha González, giurista e politica spagnola
- 22 maggio - Joto Jotov, ex sollevatore bulgaro
- 22 maggio - Michael Kelly, attore statunitense
- 22 maggio - Veronika Logan, attrice e ex modella italiana
- 22 maggio - Mikio Manaka, ex calciatore giapponese
- 22 maggio - Tom McCarthy, scrittore inglese
- 22 maggio - Cathy McMorris Rodgers, politica statunitense
- 22 maggio - Piernicola Pedicini, politico italiano
- 22 maggio - Mark Robson, allenatore di calcio e ex calciatore inglese
- 22 maggio - Jörg Rosskopf, tennistavolista tedesco
- 23 maggio - Mindi Abair, sassofonista e cantante statunitense
- 23 maggio - Laurent Aiello, ex pilota automobilistico francese
- 23 maggio - Maurice Barthélemy, attore, regista e sceneggiatore francese
- 23 maggio - Felice Centofanti, dirigente sportivo, personaggio televisivo e ex calciatore italiano
- 23 maggio - Mario Panzani, ex giocatore di football americano italiano
- 23 maggio - Paolo Paternoster, politico italiano
- 23 maggio - Fabiola Piroddi, ex velocista e mezzofondista italiana
- 23 maggio - Felissa Rose, attrice statunitense
- 23 maggio - Darene Thomas, ex cestista statunitense
- 23 maggio - Haneen Zoabi, politica israeliana
- 24 maggio - Nathalie Caldonazzo, attrice, showgirl e ballerina italiana
- 24 maggio - Kōstas Flevarakīs, allenatore di pallacanestro greco
- 24 maggio - Alice Guionnet, matematica francese
- 24 maggio - Erlend Loe, scrittore, traduttore e sceneggiatore norvegese
- 24 maggio - Carl Anthony Payne II, attore statunitense
- 24 maggio - Jacob Rees-Mogg, politico britannico
- 24 maggio - Rich Robinson, chitarrista statunitense
- 24 maggio - Richard Vission, produttore discografico e disc jockey canadese
- 25 maggio - Mariano Aguerre, giocatore di polo argentino
- 25 maggio - Chris Burney, chitarrista e cantante statunitense
- 25 maggio - Glen Drover, chitarrista canadese
- 25 maggio - Andreas Evjen, ex calciatore norvegese
- 25 maggio - Maurizio Franzone, ex calciatore italiano
- 25 maggio - Lucille Hamilton, ex cestista australiana
- 25 maggio - Anne Heche, attrice statunitense († 2022)
- 25 maggio - Patrick Jonker, ex ciclista su strada e dirigente sportivo olandese
- 25 maggio - Joxemi, chitarrista spagnolo
- 25 maggio - Dmitrij Jur'evič Kondrat'ev, cosmonauta russo
- 25 maggio - Tomoko Ninomiya, fumettista giapponese
- 25 maggio - Gianluca Paparesta, dirigente sportivo, politico e ex arbitro di calcio italiano
- 26 maggio - Simona Frasca, scrittrice e saggista italiana
- 26 maggio - Kazu Hiro, truccatore giapponese
- 26 maggio - Siri Lindley, ex triatleta statunitense
- 26 maggio - Keiichi Okabe, compositore e arrangiatore giapponese
- 26 maggio - Roman Prygunov, regista russo
- 26 maggio - Ryan Streeter, imprenditore, docente e scrittore statunitense
- 26 maggio - Anželika Varum, cantante e attrice russa
- 27 maggio - Nasser Bourita, politico e diplomatico marocchino
- 27 maggio - Jiří Dienstbier, giurista, avvocato e politico ceco
- 27 maggio - Craig Federighi, ingegnere e dirigente d'azienda statunitense
- 27 maggio - Michael Glöckner, ex pistard tedesco
- 27 maggio - Massimiliano Manfredi, doppiatore, direttore del doppiaggio e dialoghista italiano
- 27 maggio - José Luis Mumbiela Sierra, vescovo cattolico e missionario spagnolo
- 27 maggio - Miah Persson, soprano svedese
- 27 maggio - Paola Testa, ex mezzofondista italiana
- 27 maggio - Yasuo Wakisaka, giocatore di football americano giapponese
- 27 maggio - Travis Williams, ex cestista statunitense
- 28 maggio - Muriel Barbery, scrittrice francese
- 28 maggio - Valérie Barlois, ex schermitrice francese
- 28 maggio - Enrico Cremonesi, compositore e arrangiatore italiano
- 28 maggio - Cristiano Dalla Pellegrina, batterista italiano
- 28 maggio - Rob Ford, politico e avvocato canadese († 2016)
- 28 maggio - Shobu Kapoor, attrice britannica
- 28 maggio - Józef Kapustka, pianista polacco
- 28 maggio - Justin Kirk, attore statunitense
- 28 maggio - Natal'ja Zasul'skaja, ex cestista russa
- 29 maggio - Gian Paolo Daldello, paroliere e cantautore italiano
- 29 maggio - Aleksander Kaczorowski, traduttore, saggista e giornalista polacco
- 29 maggio - Peter Karlsson, tennistavolista svedese
- 29 maggio - Maurizio Lops, attore e regista teatrale italiano
- 29 maggio - Wiltrud Probst, ex tennista tedesca
- 29 maggio - Qiu Miaojin, scrittrice taiwanese († 1995)
- 29 maggio - Dominik Saladin, ex schermidore svizzero
- 29 maggio - Barbara Stizzoli, ex tiratrice a segno italiana
- 30 maggio - Michele Carfora, ballerino e attore teatrale italiano
- 30 maggio - Filippo Nardi, disc jockey e conduttore televisivo britannico
- 30 maggio - Chad Gallagher, ex cestista statunitense
- 30 maggio - Naomi Kawase, regista, sceneggiatrice e montatrice giapponese
- 30 maggio - Ryūhei Kitamura, regista e sceneggiatore giapponese
- 30 maggio - Iginio Straffi, imprenditore, produttore televisivo e animatore italiano
- 31 maggio - Blaq Poet, rapper statunitense
- 31 maggio - Patrizia Cassard, ex atleta italiana
- 31 maggio - Tony Cetinski, cantante croato
- 31 maggio - Paolo Corazzon, meteorologo e personaggio televisivo italiano
- 31 maggio - Benedikt Erlingsson, attore, regista e sceneggiatore islandese
- 31 maggio - Jason Ferguson, giocatore di snooker inglese
- 31 maggio - Niklas Jonsson, ex fondista svedese
- 31 maggio - Pilar Montenegro, cantante e attrice messicana
- 31 maggio - Shaun O'Brien, ex pistard australiano
- 31 maggio - Keith Owens, ex cestista statunitense
- 31 maggio - Simone Pianigiani, allenatore di pallacanestro italiano
- 31 maggio - Sarah Uriarte Berry, attrice e cantante statunitense
- 31 maggio - Ralf Weber, ex calciatore tedesco